# Tatsuya Tanaka
Tatsuya Tanaka (田中 達也 Tanaka Tatsuya?, Shūnan, Yamaguchi, 27 de noviembre de 1982) es un exfutbolista japonés que se desempeñaba como delantero.

## Clubes
Actualizado al último partido jugado el 1 de marzo de 2014.
| Club               | País  | Año         | Partidos (Liga) | Goles (Liga) |
| ------------------ | ----- | ----------- | --------------- | ------------ |
| Urawa Red Diamonds | Japón | 2001 - 2012 | 233             | 56           |
| Albirex Niigata    | Japón | 2013 - 2021 | 156             | 13           |

## Palmarés

### Campeonatos nacionales
| Título               | Club               | País  | Año  |
| -------------------- | ------------------ | ----- | ---- |
| Copa J. League       | Urawa Red Diamonds | Japón | 2003 |
| Copa del Emperador   | Urawa Red Diamonds | Japón | 2005 |
| J. League Division 1 | Urawa Red Diamonds | Japón | 2006 |
| Copa del Emperador   | Urawa Red Diamonds | Japón | 2006 |
| Supercopa de Japón   | Urawa Red Diamonds | Japón | 2006 |

### Campeonatos internacionales
| Título                      | Club               | País  | Año  |
| --------------------------- | ------------------ | ----- | ---- |
| Liga de Campeones de la AFC | Urawa Red Diamonds | Japón | 2007 |

### Distinciones individuales
| Distinción                               | Año  |
| ---------------------------------------- | ---- |
| Jugador del Partido de la Copa J. League | 2003 |
| Premio Nuevo Héroe de la Copa J. League  | 2003 |